# Бугёйнес
Бугёйнес — рыбацкая деревня на севере Норвегии, на берегу Варангер-фьорда. Расположена в 500 км к северу от Полярного круга. Относится к приграничной коммуне Сёр-Варангер (фюльке Финнмарк). Население составляет около 200 человек. В деревне так много финноязычных жителей, что её даже называют «Маленькой Финляндией».

## История
В XVII веке деревня была заселена норвежцами, но затем покинута. В XVIII здесь жили финны. Стала одним из очень немногих мест, которые не были сожжены в 1944-45 годах в ходе немецкой операции «Северное Сияние» . В 1962 в Бугёйнесе наконец была построена дорога. До этого деревня была связана с окружающим миром только морем.

## Экономика
Основой экономики является рыбообработка, а также мясная промышленность (мясо северного оленя).
Камчатский краб, считающийся в Норвегии деликатесом, активно вылавливается в Бугёйнесе.

## Инфраструктура
Имеется часовня.